# Niederkirchen bei Deidesheim
Niederkirchen bei Deidesheim – miejscowość i gmina w Niemczech, w kraju związkowym Nadrenia-Palatynat, w powiecie Bad Dürkheim, wchodzi w skład gminy związkowej Deidesheim.